# Ardisia darienensis
Ardisia darienensis är en viveväxtart som beskrevs av Cyrus Longworth Lundell. Ardisia darienensis ingår i släktet Ardisia och familjen viveväxter. Inga underarter finns listade i Catalogue of Life.